# Смолка Любов Мефодіївна
Любо́в Мефо́діївна Смо́лка (до шлюбу Ручкова, 29 листопада 1952) — радянська та українська спортсменка-легкоатлетка в бігу на 800 і 1500 метрів; майстер спорту України міжнародного класу. Рекордсменка України.

## З життєпису
Народилась 1952 року в місті Павлоград.
На Чемпіонаті УРСР з легкої атлетики-1978 здобула золоті нагороди — дистанції 800 і 1500 метрів.
Посіла третє місце на чемпіонаті СРСР з легкої атлетики. Учасниця Літніх Олімпійських ігор-1980. Вийшла у фінал і посіла шосте місце в фінальному забігу на 1500 метрів. Того ж року встановила найкращий час на 3000 метрів — 8: 36,0 хвилин.
Здобула срібну нагороду на Чемпіонаті Європи з легкої атлетики у приміщенні-1981.
Срібна призерка Чемпіонату СРСР з легкої атлетики в приміщенні-1981 — біг на 1500 метрів.
Бронзова призерка Чемпіонату СРСР з легкої атлетики в приміщенні-1985 — біг на 1500 метрів.
Станом на 2019 рік в Україні її результат з бігу на 1500 метрів є другим.
По завершенні активної спортивної кар'єри — старша викладачка кафедри фізичного виховання, Київський національний економічний університет.
Серед робіт: «Вдосконалення системи оцінювання студентів спеціального відділення з дисципліни „Фізичне виховання“», 2007, співавтори Івчатова Тетяна Віталіївна, Карпова Ірина Броніславівна, Толмашова Людмила Миколаївна.